# Uduak Isong
Uduak Isong Oguamanam es una guionista, productora y empresaria nigeriana de Nollywood con sede en Lagos, Nigeria. Ella es sobre todo conocida por las películas de comedia Okon Lagos (2011) y su secuela Okon Goes To School (2013), Desperate Housegirls (2015) y Lost In London (2017). Falling (2015) es la primera película de Isong Oguamanam realizada con su propia productora Closer Pictures, con sede en Lagos, Nigeria . 

## Formación
Uduak Isong Oguamanam procede del estado de Akwa Ibom, al Sur de Nigeria. Está casada con Chidi Oguamanam, un médico. Su hermana es la directora y productora de Nollywood, Emem Isong. Isong Oguamanam estudió Artes de la Comunicación y lenguas rusas en la Universidad de Ibadan, en  Nigeria . 
Tiene un máster en Nuevos Medios y Sociedad de la Universidad de Leicester. También tiene un Diploma en francés de Alliance Francaiein de Lagos.
Isong Oguamanam asistió al Berlinale Talent Campus, en Berlín, y el resultado fue su guion Unfinished Business.
En 2012, Isong Oguamanam fue elegida por el British Council de Nigeria para el programa de asociación mundial creativa entre Reino Unido - Nigeria, con sede en Londres, Reino Unido. También asistió a talleres en Raindance.

## Trayectoria profesional
Su primer trabajo fue como miembro de la tripulación de cabina durante dos años en la industria de la aviación. También trabajó en el mercado de capitales y la industria de las telecomunicaciones. Isong Oguamanam comenzó a escribir prosa y poesía. Se aventuró en el cine "cuando parecía que era lo más lucrativo". Sus primeras películas fueron producidas a través de la Royal Arts Academy, Lagos, bajo el patronicio de su hermana, Emem Isong. 
Isong Oguamanam creó Closer Pictures. Falling es la primera película producida por Closer Pictures, que cuenta una historia del amor y traición. El presupuesto para Falling fue de 10 millones de naira nigerianas . 
En 2010, Isong Oguamanam dirigió su primera película To Live Again. Es la adaptación de un cuento escrito por ella, publicado por la revista Farafina..

## Premios
En 2006, Isong Oguamanam recibió el Premio Commonwealth Short Story . 

## Promoción y trabajo social
Isong Oguamanam aborda problemas sociales a través de su trabajo. Su primer proyecto, To Live Again, aborda la estigmatización a la que se enfrentan las personas que viven con el VIH. En 2012 produjo y coescribió Kokomma, que abordó el abuso sexual femenino. Su película, Fine Girl (2016) es la historia de una niña que recurre a la prostitución para salvar a su padre moribundo.
Isong Oguamanam también habla sobre temas que afectan a Nollywood . En febrero de 2018, aconsejó a otros productores de cine que "dejaran que otras personas cantaran sus alabanzas"  en respuesta a que los productores publicaran cifras de taquilla no verificadas. 

## Okon
Isong Oguamanam creó el personaje Okon con su largometraje, Okon Lagos (2011). El actor Imeh Bishop Umoh actuó como Okon. Hay otras películas en la serie como Okon Goes To School (2013). Lost In London (2017) la última de la serie, que continúa las aventuras de Okon en Lagos.

## Filmografía
Okon Lagos (2011), Okon Goes to School (2013), Kokomma (2012) , Lost In London (2017), Kiss and Tell (2011), Desperate House Girls (2015), Fine Gir l (2016), It's About Your marido ( 2016), American Boy (2017), Falling (película) (2015), A Piece Of Flesh (2007), Holding Hope (2010), Stellar ( 2015), Unfinished Business (2007 ), Edikan (2009), Through The Fire & Entanglement (2009), Timeless Passion (2011), Bursting Out (2010) Troubled Waters (2017), I'll Take My Chances (2011), Weekend Getaway (2012), Beyond Disability (2015), Champagne ( 2015), Dining With A Long Spoon (2014), On Bended Knees (2013), Stolen Tomorrow (2013), Mrs Somebody (2012), Forgetting June (2012), All That Glitters (2013), Misplaced (2013), Lonely Hearts (2013), Getting Over Him (2018), Apaye (2014), The Department (2015), 
| Year      |                        | Título                                 |
| 2007      | Guionista              | Unfinished Business                    |
| 2007      | Guionista              | A Piece Of Flesh                       |
| 2009 2009 | Guionista              | Edikan Through The Fire & Entanglement |
| 2010      | Guionista              | Holding Hope                           |
| 2010      | Guionista              | Bursting Out                           |
| 2011      | Productora             | Okon Lagos                             |
| 2011      | Guionista              | Kiss and Tell                          |
| 2011 2011 | Guionista              | I'll Take My Chances Spellbound        |
| 2011      | Guionista              | Timeless Passion                       |
| 2012      | Guionista              | Mrs Somebody                           |
| 2012      | Guionista              | Forgetting June                        |
| 2012 2012 | Productora Productora  | Kokomma Troubled Waters                |
| 2012      | Guionista              | Weekend Getaway                        |
| 2013      | Producer               | Okon Goes To School                    |
| 2013      | Guionista              | On Bended Knees                        |
| 2013      | Guionista              | Stolen Tomorrow                        |
| 2013 2013 | Guionista              | All That Glitters After the Proposal   |
| 2013      | Guionista              | Misplaced                              |
| 2013      | Guionista              | Lonely Hearts                          |
| 2014 2014 | Guionista              | Apaye Dining With A Long Spoon         |
| 2015      | Guionista y productora | Desperate House Girls                  |
| 2015      | Guionista              | Champagne                              |
| 2015      | Productora             | The Department                         |
| 2015      | Guionista              | Beyond Disability                      |
| 2015      | Guionista y productora | Falling (film)                         |
| 2015      | Guionista y productora | Stellar                                |
| 2016      | Guionista y productora | Fine Girl                              |
| 2016      | Guionista y productora | It's About Your Husband                |
| 2017      | Productora             | American Boy                           |
| 2017      | Productora             | Lost In London                         |
| 2017 2017 | Guionista y productora | Troubled Waters Cash Daddy             |
| 2018      | Productora             | Getting Over Him                       |